# Sukaoneng
Sukaoneng is een bestuurslaag in het regentschap Gresik van de provincie Oost-Java, Indonesië. Sukaoneng telt 1744 inwoners (volkstelling 2010).